# 余呉町針川
余呉町針川（よごちょうはりかわ）は滋賀県長浜市の大字。旧伊香郡余呉町針川。2019年9月1日現在の人口は0人。

## 地理
長浜市北部、余呉町の北部に位置し。高時川の西岸に位置する。滋賀県道285号中河内木之本線が集落跡の中に走っている。
2011年4月1日時点での人口は0人、昭和35年の人口は82人。
集落は1970年に廃村になった、丹生ダムの建設によって水没する予定であった。かつては、高時川の支流、針川沿いに多くの民家が見られた。

### 河川
- 高時川
- 針川

## 歴史
前身は滋賀県伊香郡丹生村針川になる。

### 史跡
- 針川集落跡地

## 交通

### 鉄道
現在は、当地には鉄道が通っていないが、JR西日本北陸本線余呉駅が最寄り駅になる。

### 道路
- 滋賀県道285号中河内木之本線

## 施設
- 丹生ダム

## その他

### 日本郵便
- 郵便番号 : 529-0501[2]（集配局：余呉郵便局[4]）。